# Timbre préoblitéré
Un timbre préoblitéré est un timbre-poste surchargé d'une marque équivalant à une oblitération.

## Utilisation postale
Vendus en grand nombre, ces timbres ne sont acceptés par l'administration postale émettrice que s'ils affranchissent un envoi en grand nombre et en un seul jour. C'est pour cette raison que certains des premiers timbres préoblitérés portaient la date du jour d'utilisation.
L'administration économise le temps destiné à l'oblitération ; parfois, elle accorde un prix préférentiel aux acheteurs de ces timbres.
Progressivement, ces timbres sont remplacés par des marques préimprimées sur les emballages des plis.

## Utilisation philatélique
Ces timbres sont souvent collectionnés neufs achetés à l'unité au service philatélique. Pour les collectionner sur pli, il faut disposer de pièces permettant de démontrer qu'il s'agit bien d'un exemplaire d'un envoi en nombre ; preuve peu évidente qui peut expliquer que la collection des préoblitérés est peu courante comme semble indiquer un article philatélique de 1999 : « Supplique pour la réhabilitation des préoblitérés ».

## Variantes par pays

### Belgique
La Belgique a émis des timbres préoblitérés à partir de 1906 (timbres typographiques) et 1894 (timbres roulettes ou préoblitérés à la main). Les cachets des timbres préoblitérés belges avaient initialement trois indications :
- un nom de ville en français,
- sa traduction en flamand,
- et un millésime.

Ensuite, à partir de 1931, seule la mention de l'année a été conservée.
Enfin, actuellement, depuis 1967, les oblitérations n'ont plus d'indication de date et sont réduites à un cor dans un rectangle aux angles arrondis.

### Canada

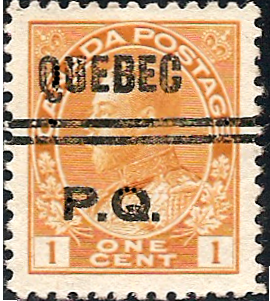
Timbre préoblitéré du Canada.

Le Canada a émis des timbres préoblitérés à partir de 1889.
Les premières émissions étaient réduites à des oblitérations composées de barres horizontales sans indications géographiques.
Puis à partir de 1893, on a vu apparaitre des mentions de villes, accompagnées de code de province.
À partir de 1928, un simple numéro de bureau a remplacé les mentions géographiques.

### États-Unis

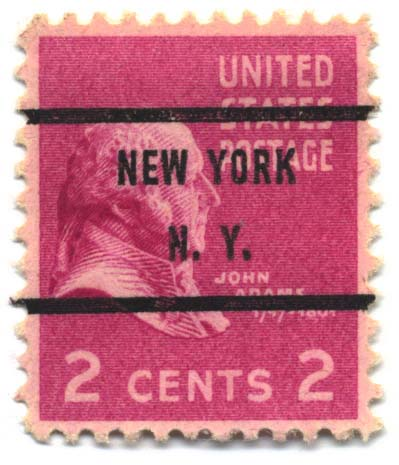
Timbre préoblitéré des États-Unis, au nom de la ville d'utilisation.

Comme pour la Belgique, les États-Unis ont émis des timbres dans un contexte local. On trouve généralement sur l'oblitération le nom de la ville et le code de l'État.
Compte tenu des multiples variantes des cachets sur différentes valeurs, la collection de préoblitérés américains est volumineuse et dépasse les cinq cent mille objets à collectionner.
Les États-Unis ont également émis des timbres fiscaux préoblitérés.

### France

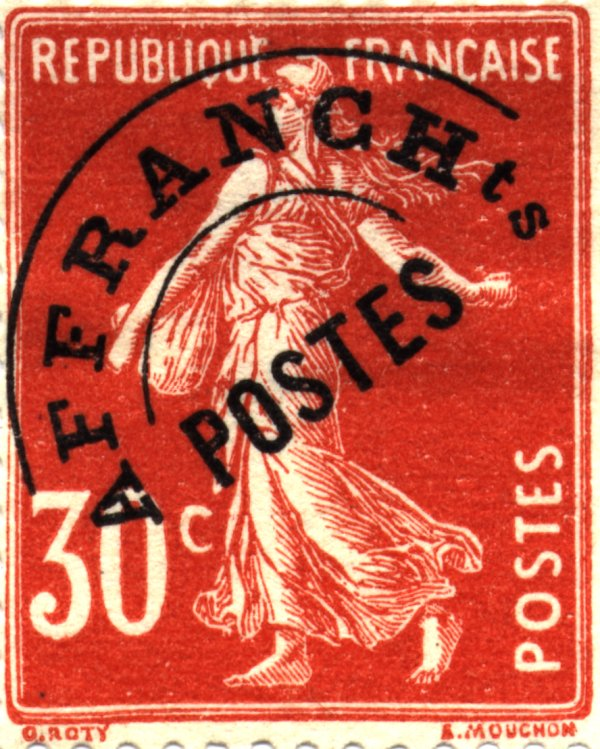
Semeuse AFFRANCH^{ts} POSTES.

En France, dès les années 1860 et 1870, ainsi qu'en 1893, l'administration postale a mené des expériences d'utilisation de timbres oblitérés à l'avance.
À partir de 1920, ces timbres destinés aux « envois en nombre » réapparaissent et sont généralisés. Après une surcharge de type « POSTES PARIS [ou FRANCE] 1920 », les timbres d'usage courant utilisés portent désormais un arc de cercle marqué « AFFRANCHts - POSTES ».
En 1954, un timbre au type Coq est le premier type servant uniquement aux préoblitérés, suivi à partir de 1964 de séries thématiques illustrées : monnaie gauloise, signes astrologiques, champignons, monuments, éléments naturels, instruments de musiques et orchidées. Depuis 1965, ces timbres sont vendus à l'unité aux collectionneurs.

### Autres pays
D'autres pays ont émis des timbres préoblitérés :
- En Afrique :
  - Algérie, (préoblitérations analogues à celles de la France) ;
  - Tunisie, (préoblitérations analogues à celles de la France).
- En Amérique :
  - Argentine ;
  - Venezuela.
- En Asie
  - Japon (limité à certaines cartes de nouvel an) ;
- En Europe :
  - Autriche ;
  - Dantzig ;
  - Hongrie ;
  - Luxembourg, (préoblitérations analogues à celles de la Belgique) ;
  - Monaco, (préoblitérations analogues à celles de la France) ;
  - Pays-Bas ;
  - Royaume-Uni, (il s'agit de préoblitérations privées) ;
  - Turquie.

L'Administration postale des Nations unies a également émis des timbres préoblitérés sur le modèle des États-Unis.